# Ansur Fernández
Ansur Fernández (ca. 929 - ?) fou comte de Castella (944-947).
La primera aparició del títol de comte de Monzón de Campos (Palència) data del 943, en una donació d'Ansur Fernández i la seva esposa Gontruda al monestir de San Pedro de Cardeña sobre terres situades entre Peñafiel i Sacramenia. Per aquesta raó sembla que Ansur en aquells temps ja era comte de Monzón.
La zona d'actuació d'aquest comtat entrava en conflicte amb els dominis de Ferran González, que també intentava actuar en aquesta zona; i també va entrar en conflicte amb el comte Diego Muñoz de Saldaña, que va veure frenada la seva expansió vers el sud.
Ansur Fernández apareix per primer cop en un document del 929, al costat del seu pare Ferran Ansúrez i del mateix comte castellà Ferran González. A partir del 941 s'establirà a Lleó al costat del rei Ramir II de Lleó i li donarà suport contra la rebel·lió dels comtes de Castella. Així, Ansur fou nomenat comte opositor el 944. Si bé el seu mandat efectiu va durar poc, fins a l'any següent, en el qual Ramir II de Lleó es va reconcilar amb Ferran González, la seva oposició al comte castellà serà efectiva fins al 947.